# Pierre Amine Gemayel
Pierre Amine Gemayel, libanonski politik,* 1972, † 21. november 2006, Bejrut.
Gemayel je bil član stranke Kataeb, bolj poznana pod imenom Falanga. Umrl je ob atentatu, ko je zasedal funkcijo libanonskega ministra za industrijo. Znan je bil po tem, da je nasportoval sirski okupaciji Libanona.
Gemayel je bil sin Amina Gemayela.